# Acacia fragilis
Acacia fragilis é uma espécie de leguminosa do gênero Acacia, pertencente à família Fabaceae.